# 梶谷政仁
梶谷 政仁（かじや ゆきひと、2000年3月9日 - ）は、埼玉県上尾市出身のプロサッカー選手。Jリーグ・ブラウブリッツ秋田所属。ポジションはフォワード。

## 略歴
生まれは埼玉県だが、鹿嶋市、北茨城市など転々とする。正智深谷高等学校では1年次と2年次に、1年先輩の新井晴樹とともに全国高等学校サッカー選手権大会に出場。高校卒業後は国士舘大学に進学し、同大サッカー部では後にプロ入りする谷口栄斗、内田瑞己、前川智敬、伊藤稜馬、有田稜らとプレー。4年次には主将を務めた。
2021年5月、2022年シーズンからのサガン鳥栖加入内定が発表された。なお正智深谷の同期・孫大河も鳥栖加入が決まっており、プロの舞台で再びチームメイトになることとなった。
2022年2月23日、ルヴァンカップ・グループステージの北海道コンサドーレ札幌戦でスタメン出場し、プロデビューを飾った。その後同カップ京都戦、柏戦、札幌戦と天皇杯に出場した。
2023年、ブラウブリッツ秋田へ期限付き移籍。第1節群馬戦でJ初出場、第8節町田戦、第9節東京V戦と2試合連続頭のフリックでアシストし、ゴール前競り合いの強さを見せた。第11節長崎戦で、頭部負傷しながらも駆け上がり青木アシストからのJリーグ初得点を左隅に決めたが、試合は敗北した。また鳥栖同期の荒木駿太には負けたくないと発言し強気なところがある。 
2024年、ブラウブリッツ秋田に完全移籍。

## 人物・エピソード
- 背後の動き出しと献身的な守備を特徴とする[19]。ボールタッチの技術には自信があり、前に仕掛けられるのが強み[20]。
- いわき市で小学生の頃、クワガタを捕まえるのを得意としていた[21]。
- 誕生日が3月9日と同じであるブラウゴンの特大ぬいぐるみメガウゴンを購入した[22]。

## 所属クラブ
- いわきアストロンFC (北茨城市立小学校)
- A.C.ASUMI
- 正智深谷高等学校
- 国士舘大学
- 2022年 - 2023年  サガン鳥栖
  - 2023年  ブラウブリッツ秋田 (期限付き移籍)
- 2024年 -  ブラウブリッツ秋田

## 個人成績
| 国内大会個人成績 | 国内大会個人成績 | 国内大会個人成績 | 国内大会個人成績 | 国内大会個人成績 | 国内大会個人成績 | 国内大会個人成績 | 国内大会個人成績 | 国内大会個人成績 | 国内大会個人成績 | 国内大会個人成績 | 国内大会個人成績 |
| 年度             | クラブ           | 背番号           | リーグ           | リーグ戦         | リーグ戦         | リーグ杯         | リーグ杯         | オープン杯       | オープン杯       | 期間通算         | 期間通算         |
| 年度             | クラブ           | 背番号           | リーグ           | 出場             | 得点             | 出場             | 得点             | 出場             | 得点             | 出場             | 得点             |
| 日本             | 日本             | 日本             | 日本             | リーグ戦         | リーグ戦         | リーグ杯         | リーグ杯         | 天皇杯           | 天皇杯           | 期間通算         | 期間通算         |
| ---------------- | ---------------- | ---------------- | ---------------- | ---------------- | ---------------- | ---------------- | ---------------- | ---------------- | ---------------- | ---------------- | ---------------- |
| 2022             | 鳥栖             | 15               | J1               | 0                | 0                | 4                | 0                | 1                | 0                | 5                | 0                |
| 2023             | 秋田             | 17               | J2               | 38               | 2                | -                | -                | 0                | 0                | 38               | 2                |
| 2024             | 秋田             | 11               | J2               | 37               | 4                | 2                | 0                | 0                | 0                | 39               | 4                |
| 2025             | 秋田             | 11               | J2               |                  |                  |                  |                  |                  |                  |                  |                  |
| 通算             | 日本             | 日本             | J1               | 0                | 0                | 4                | 0                | 1                | 0                | 5                | 0                |
| 通算             | 日本             | 日本             | J2               | 75               | 6                | 2                | 0                | 0                | 0                | 75               | 6                |
| 総通算           | 総通算           | 総通算           | 総通算           | 75               | 6                | 6                | 0                | 1                | 0                | 82               | 6                |

- Jリーグ初出場:2023年2月28日 J2第1節 ザスパクサツ群馬戦(正田醤油スタジアム群馬)
- Jリーグ初得点:2023年4月22日 J2第11節 Vファーレン長崎戦(トランスコスモススタジアム長崎)

## 代表・選抜歴
- 2018年 U-19全日本大学選抜[23]
- 2021年 関東B・北信越選抜[24]